# Megaraptor
Megaraptor – rodzaj dużego teropoda z rodziny Neovenatoridae żyjącego w późnej kredzie na obecnych terenach Ameryki Południowej i być może Australii. 
Został opisany w 1998 roku przez argentyńskiego paleontologa Fernando Emilio Novasa w oparciu o kilka kości kończyn pochodzących z górnokredowych osadów formacji Río Neuquén w argentyńskiej prowincji Neuquén. Najbardziej charakterystyczną z odnalezionych skamieniałości był pazur mierzący około 34 cm długości – Novas oszacował, że długość kompletnego, pokrytego rogową pochwą szponu przekraczała 40 cm. Długość całego zwierzęcia paleontolog ocenił na około 8 m, a takson wstępnie zaklasyfikował do grupy celurozaurów, wskazując na podobieństwo pazura megaraptora do szponów występujących na stopach deinonychozaurów oraz proporcji III kości śródstopia. 
W 2004 roku opisano bardziej kompletny szkielet pochodzący z datowanych na górny turon lub dolny koniak osadów formacji Portezuelo w prowincji Neuquén. Okaz ten obejmuje kręg szyjny, dwa kręgi ogonowe z łukami naczyniowymi, łopatkę, kości krucze, kości kończyn przednich – w tym kompletną dłoń – oraz IV kość śródstopia. Jorge Calvo i współpracownicy wskazali na podobieństwa anatomiczne megaraptora i bazalnych tetanurów, takich jak karcharodontozaury, Baryonyx i Torvosaurus, jednak stwierdzili, że budowa kończyn przednich odróżnia go od wszystkich tych teropodów. 
Kolejny okaz odkryto na stanowisku Futalognko, około 80 km na północ od formacji Portezuelo. Obejmuje on niemal kompletne ramię megaraptora, dowodzące, że kości interpretowane początkowo przez Novasa jako stopa zwierzęcia, w rzeczywistości należały do jego dłoni. Wskazuje też, że Megaraptor nie jest celurozaurem, lecz bazalnym tetanurem, u którego – podobnie jak u niektórych spinozaurów – wykształcił się długi, zakrzywiony pazur na dłoni. Pierwsza analiza kladystyczna, w której uwzględniono megaraptora, została przeprowadzona w 2007 roku przez Nathana Smitha i współpracowników – według niej Megaraptor jest przedstawicielem Carcharodontosauridae bliżej spokrewnionym z giganotozaurem i karcharodontozaurem niż z tyranotytanem lub sinraptorem. 
W 1989 roku w Australii odkryto niemal kompletną kość łokciową, którą Smith i współpracownicy w 2008 roku wstępnie przypisali do rodzaju Megaraptor. W przeprowadzonej przez nich analizie Megaraptor zajmuje na drzewie filogenetycznym pozycję bliższą jego podstawy – jest zaawansowanym przedstawicielem megalozauroidów (spinozauroidów). Badania Rogera Bensona i współpracowników z 2009 roku wsparły jednak hipotezę o bliższym pokrewieństwie megaraptora z karcharodontozaurami niż ze spinozaurami, sugerując, że jest on przedstawicielem kladów Neovenatoridae – stanowiącego grupę siostrzaną Carcharodontosauridae – i Megaraptora, a jego najbliższym krewnym jest Australovenator. Porfiri, dos Santos i Calvo na podstawie podobieństw w budowie dłoni megaraptora i karcharodontozauryda Mapusaurus spekulowali, że anatomia czaszki tych dwóch teropodów również mogła być zbliżona. Odkrycie szczątków kilku osobników w jednym miejscu pozwoliło im stwierdzić, że Megaraptor, podobnie jak mapuzaur, prawdopodobnie prowadził stadny tryb życia i mógł polować w grupach. Benson i współpracownicy sugerują, że przedstawiciele grupy Megaraptora – do której należy również Megaraptor – mogli być w ekosystemach odpowiednikami celurozaurów, co pozwalało im współwystępować z dużymi karcharodontozaurami i abelizaurami.